# 阿紹河
52°38′1.65″N 10°15′42″E / 52.6337917°N 10.26167°E

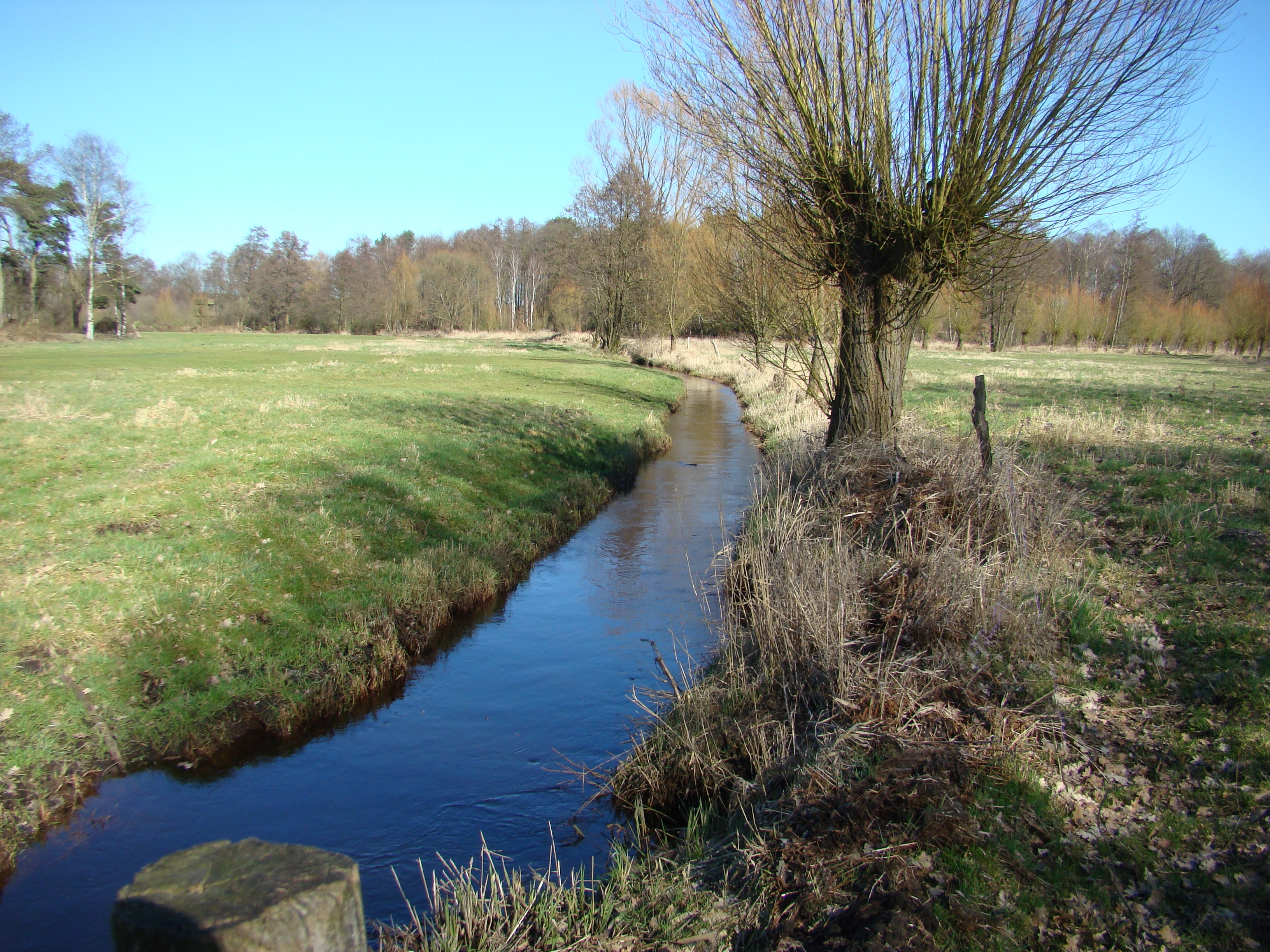

阿紹河（德語：Aschau），是德國的河流，位於該國西北部，由下薩克森州負責管轄，屬於拉赫特河的右支流，河道全長24.9公里，流域面積150.7平方公里，發源自埃舍德東北面，河口處在貝登博斯特爾以南。